# Аріко
Аріко (ісп. Arico) — муніципалітет в Іспанії, у складі автономної спільноти Канарські острови, у провінції Санта-Крус-де-Тенерифе, на острові Тенерифе. Населення — 7891 особа (2010).
Муніципалітет розташований на відстані близько 1800 км на південний захід від Мадрида, 42 км на південний захід від Санта-Крус-де-Тенерифе.
На території муніципалітету розташовані такі населені пункти: (дані про населення за 2010 рік)
- Аріко-ель-Нуево: 162 особи
- Вілья-де-Аріко: 644 особи
- Аріко-В'єхо: 1084 особи
- Ла-Сіснера: 695 осіб
- Лос-Гавіланес: 239 осіб
- Ікор: 566 осіб
- Поріс-де-Абона: 2004 особи
- Ель-Ріо: 916 осіб
- Сан-Мігель-де-Тахао: 1581 особа

## Демографія
Динаміка населення (INE ):

## Галерея зображень

Розташування муніципалітету на острові Тенерифе
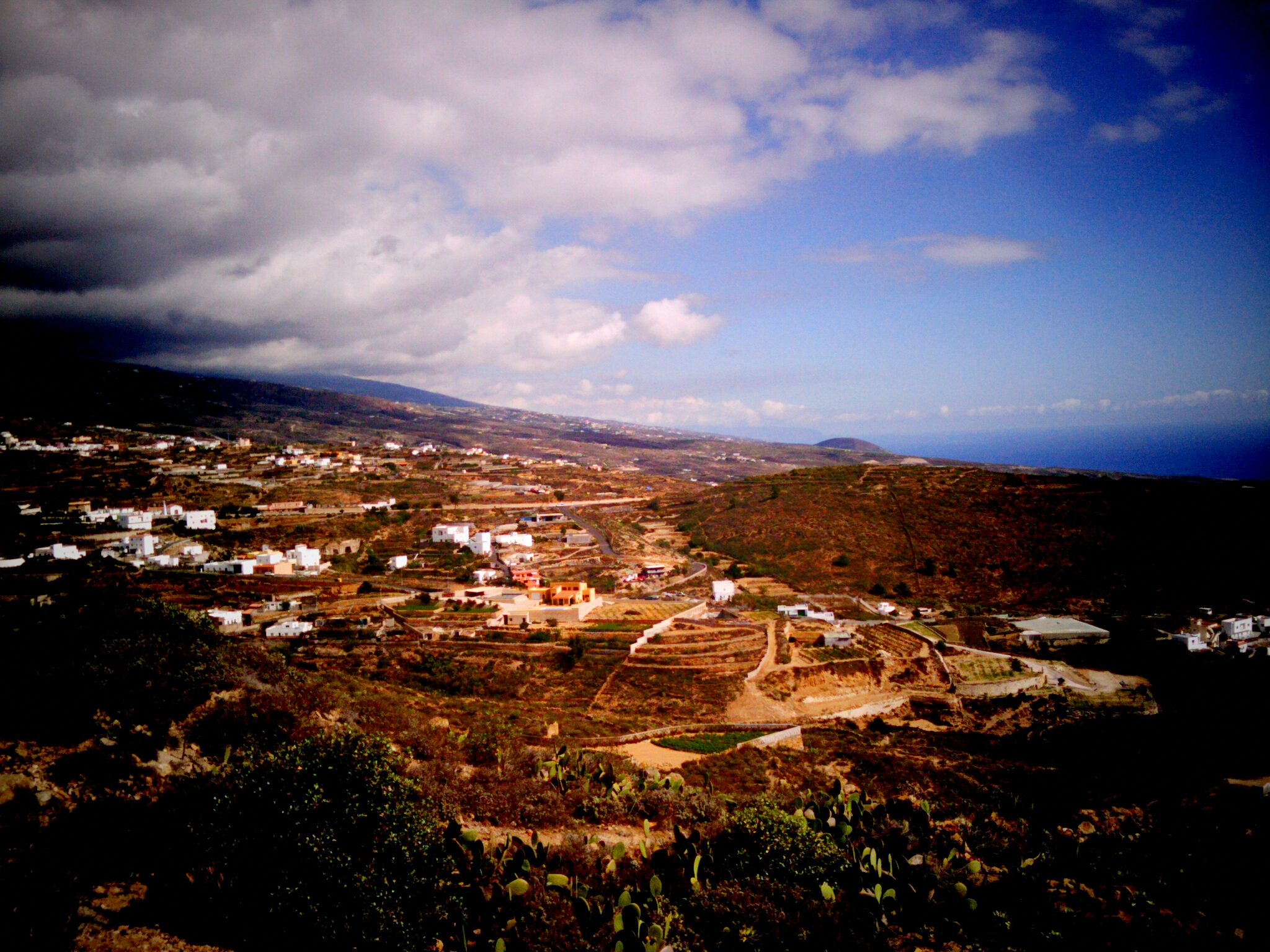
Аріко
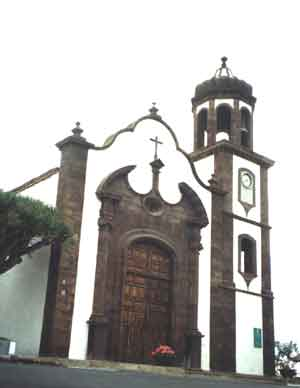
Церква Сан-Хуан-Баутіста, Аріко